# Unité urbaine de Sarrebourg
L'unité urbaine de Sarrebourg est une agglomération française centrée sur la commune de Sarrebourg, dans le département de Moselle, en région Grand Est.

## Données générales
Dans le zonage réalisé par l'Insee en 2010, l'unité urbaine était composée de trois communes, tout comme dans le zonage de 1999.
Dans le nouveau zonage réalisé en 2020, elle est composée des trois mêmes communes.
En 2022, avec 15 772 habitants, elle représente la 7e unité urbaine du département de la Moselle et occupe le 40e rang dans la région Grand Est.
En 2020, sa densité de population s'élève à 404 hab/km2. Par sa superficie, elle ne représente que 0,63 % du territoire départemental et, par sa population, elle regroupe 1,51 % de la population du département de la Moselle.

## Composition 2020 de l'unité urbaine
Elle est composée des trois communes suivantes :
| Nom                       | Code Insee | Département | Statut       | Superficie (km2) | Population (dernière pop. légale) | Densité (hab./km2) | Modifier                                    |
| ------------------------- | ---------- | ----------- | ------------ | ---------------- | --------------------------------- | ------------------ | ------------------------------------------- |
| Sarrebourg (ville-centre) | 57630      | Moselle     | ville-centre | 16,40            | 12 274 (2022)                     | 748                | modifier les données · modifier les données |
| Buhl-Lorraine             | 57119      | Moselle     | banlieue     | 11,20            | 1 191 (2022)                      | 106                | modifier les données · modifier les données |
| Réding                    | 57566      | Moselle     | banlieue     | 11,61            | 2 307 (2022)                      | 199                | modifier les données · modifier les données |

## Évolution démographique
| 1968   | 1975   | 1982   | 1990   | 1999   | 2008   | 2013   | 2020   |
| ------ | ------ | ------ | ------ | ------ | ------ | ------ | ------ |
| 13 769 | 15 290 | 15 768 | 16 464 | 16 704 | 16 569 | 15 965 | 15 826 |

#### Données générales
- Unité urbaine
- Aire d'attraction d'une ville
- Aire urbaine (France)
- Liste des unités urbaines de France

#### Données démographiques en rapport avec l'unité urbaine de Sarrebourg
- Aire d'attraction de Sarrebourg
- Arrondissement de Sarrebourg-Château-Salins

#### Données démographiques en rapport avec la Moselle
- Démographie de la Moselle